# 朝湯
朝湯（あさゆ）は、朝に入浴すること。または朝に入浴できる銭湯などの施設。朝風呂（あさぶろ）ともいう。

## 概要
朝湯は寝起きや深夜労働者の心身をリフレッシュさせる一方、脱水症状から脳梗塞、心筋梗塞を招くリスクがあり、高齢者や持病を持つ者は注意が必要である。
温泉旅館や温泉ホテルで供される朝湯は、非日常的な贅沢の一つであり、温泉地への旅行における楽しみの一つとなっている。

## 東京の朝湯
江戸時代、江戸（現在の東京）の銭湯は明け六つ時（現在の5時から7時くらい）より営業を始めたが、早朝の男湯が遊郭や賭場帰りの客などで混み合う一方、食事の支度や洗濯などの家事を担う女性が朝に入浴することはほとんどなかった。そのため、他に客がいない朝の女湯には町奉行所の与力や同心が入ることが多く、彼らの屋敷があった八丁堀の銭湯には女湯にも刀掛けがあり、「八丁堀の七不思議」の一つに数えられた。町奉行所の役人が女湯を使った理由としては、男湯での会話を聴取して犯罪に関する情報を得ようとしたとする説や、単なる役得だったとする見解がある。
明治時代以降、東京の銭湯は日の出時間を営業開始可能時間とされており、朝湯は江戸っ子の誇り、楽しみの一つとされていた。東京の銭湯の燃料は主に石炭が用いられていたため、石炭価格が上昇した1922年（大正11年）には廃止運動が起きたことがあったが存続。しかし日中戦争に突入した1937年（昭和12年）11月には燃料節約の要請のほか、入浴客の減少、使用人不足なども重なり下町七区の浴場協調会（組合）は日の出時間に営業を開始する朝湯を廃止することした。
早朝営業を行っていた銭湯は営業開始時刻を午前9時としたが、1939年（昭和14年）6月、警視庁保安部が燃料節約の観点から、各銭湯に対し朝湯を完全廃止を要請。石炭価格の高騰も相まって通常営業自体の自粛や廃湯が相次いだ。
2020年代において東京の銭湯自体が激減しているが、24時間営業のサウナ以外にもわずかに早朝営業している施設がある。

## 八戸の朝湯
青森県八戸市は、港町でかつ漁業が盛んであることを背景に、2020年代においても早朝営業を行う銭湯が多数存在する。